# سوگندنامه بقراط

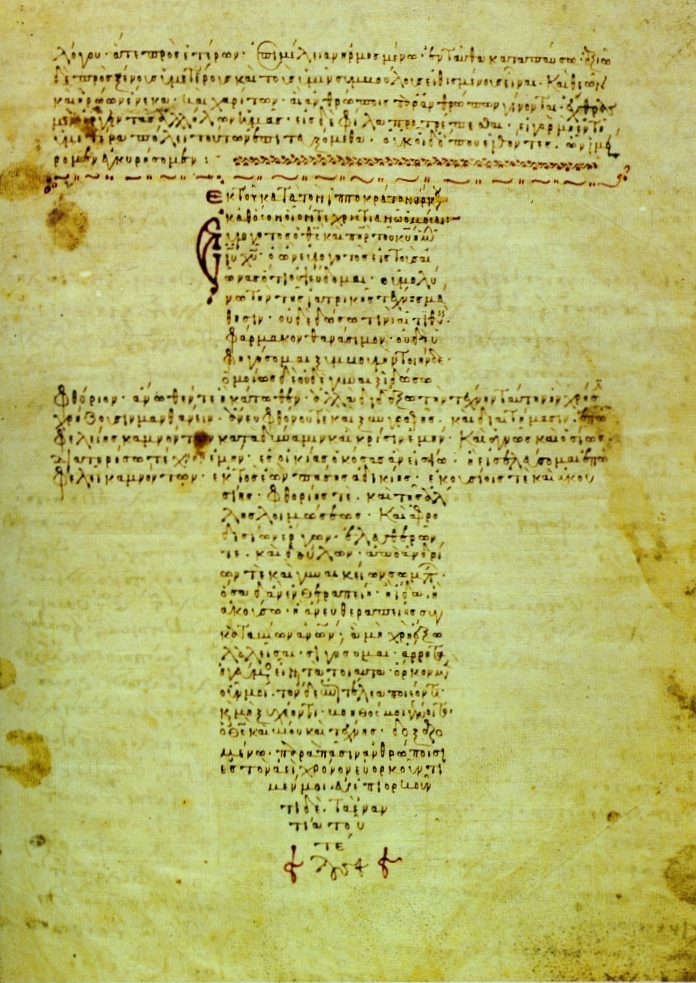
متن نوشته شده سوگندنامه بقراط به شکل صلیب، سدهٔ دوازدهم میلادی

سوگندنامه بقراط متنی است منسوب به بقراط، پزشک یونان سده پنجم پیش از میلاد، که دانش‌آموختگان رشته پزشکی سوگند می‌خورند به آن وفادار باشند.
در این سوگندنامه، با گواه گرفتن خدا به او سوگند یاد می‌شود که نسبت به آموزگار و استاد خویش، نهایت قدردانی و ازخودگذشتگی انجام شود، نهایت کوشش و تخصص برای یاری به بیماران و جلوگیری از آسیب به آن‌ها به کار گرفته شود، به اتانازی (به مرگی) و سقط جنین هیچ‌کسی کمک نشود، رازداری پزشکی پاس داشته شود، با هیچ بیماری بیدادگرانه رفتار نگردد، و از هیچ بیماری سوءاستفاده -به‌ویژه سوءاستفاده جنسی- صورت نگیرد.
البته در مورد سقط جنین، از جمله یونانی «οὐδὲ γυναικὶ πεσσὸν φθόριον δώσω» استفاده شده‌است که ترجمه آن می‌شود: «من به هیچ زنی، یک رحم‌بند آسیب‌زا نخواهم داد». واژگان «جنین» و «سقط» در متن اصلی یونانی وجود ندارند. همچنین در متن‌های دیگر بقراط از جمله «در باب طبیعت کودک» (On the Nature of the Child) درباره سقط جنین توضیحاتی داده شده . جان ریدل باور دارد که بقراط سقط جنین را ممنوع کرده .

## متن کامل سوگندنامه
«من به آپولون، پزشک آسکلیپوس، هیژیا و پاناکیا سوگند یاد می‌کنم و همهٔ ایزدان و الهه‌ها را گواه می‌گیرم که در گسترهٔ قدرت و بر پایهٔ داوری خود، به مفاد این سوگندنامه و تعهدنامهٔ کتبی وفادار باشم. من سوگند یاد می‌کنم کسی را که به من پیشهٔ پزشکی خواهد آموخت مانند پدر و مادر خویش بینگارم و چنانچه نیازمند باشد، درآمد خود را با وی تقسیم کنم و احتیاجاتش را برطرف سازم. پسرانش را همچون برادرانم بدانم و چنانچه بخواهند به تحصیل پزشکی بپردازند بدون مزد یا قراردادی، پیشهٔ پزشکی را به آن‌ها بیاموزم. اصول دستورهای کلی، دروس شفاهی و همهٔ دانسته‌های پزشکی را جز به پسران خویش، پسران استادم و شاگردانی که مطابق قانون پزشکی پذیرفته شده و سوگند یاد کرده‌اند به دیگران نیاموزم. پرهیز غذایی را بر حسب توانایی و داوری خود به سود بیماران تجویز خواهم کرد نه به زیان آن‌ها و به خواهش هیچ فردی به هیچ کسی داروی کشنده نخواهم داد و موجب تلقین چنین اندیشه‌ای نیز نخواهم بود. همچنین ابزار سقط جنین را در اختیار هیچ‌کدام از زنان نخواهم گذاشت. با پرهیزکاری و تقدّس، زندگی و پیشه خود را نجات خواهم داد. بیماران سنگ‌دار را جراحی نخواهم کرد و این کار را به اهل فن واگذار خواهم نمود. در هر خانه‌ای که باید درآیم برای سودمندی به حال بیماران وارد خواهم شد و از هر کار زشت ارادی و آلوده‌کننده به‌ویژه از اعمال ناهنجار با زنان و مردان، خواه آزاد و خواه برده باشند، پرهیز خواهم کرد. آنچه در زمان انجام دادن پیشه خود و حتی خارج از آن دربارهٔ زندگی مردم خواهم دید یا خواهم شنید که نباید فاش شود، به هیچ‌کس نخواهم گفت زیرا این‌گونه دانسته‌ها را باید به گنجینهٔ اسرار سپرد. اگر به همهٔ این سوگندنامه وفادار باشم و به آن افتخار کنم باشد که از زندگی و پیشه خود برخوردار شوم و همیشه در بین مردان، سربلند و مفتخر باشم اما اگر آن را نقض کنم و به سوگند خویش پشت نمایم از زندگی و پیشه خود بهره نبرم و همواره در میان مردان، سرافکنده و شرمسار باشم.»